# Нелюбин, Александр Петрович
Александр Петрович Нелюбин (26 августа [6 сентября] 1785, Вятка, Российская империя —  6 [18] апреля 1858, Санкт-Петербург, Российская империя) — русский доктор медицины, профессор Императорской медико-хирургической академии, писатель.

## Биография
Родился 26 августа (6 сентября) 1785 года в небогатой купеческой семье в Вятке, где и получил первоначальное образование. Он рано обнаружил влечение к естественным наукам, в частности к медицине и в 1798 году поступил учеником в местную аптеку. В 1804 году Нелюбин переехал в Полтаву, где сдал экзамен на звание аптекарского помощника, а в следующем году, будучи в Москве, получил и звание провизора.
После двухлетнего пребывания в Полтаве Нелюбин приехал в Санкт-Петербург, поступил в 1808 году вольнослушателем в Медико-хирургическую академию, заняв предварительно вакансию аптекарского помощника при ветеринарном училище академии, а затем должность помощника и лаборанта при профессоре фармации Т. Смеловском. В 1812 году Нелюбин окончил курс в академии с отличием и с золотой медалью, и был оставлен при академии исполняющим должность адъюнкт-профессора по кафедре фармации, а в 1815 году исполняющим должность ординарного профессора.
В то же время он был назначен ординатором Петербургского военно-сухопутного госпиталя; в 1817 году он получил звание акушера и определился городовым акушером Выборгской части. В то же время он энергично продолжал свои занятия по химии, интересуясь в частности аммиаком. Наблюдениям над его составом была посвящена докторская диссертация, которую Нелюбин блестяще защитил в 1821 году; вскоре он был утверждён в звании ординарного профессора фармации.
В 1823 году Нелюбин, по высочайшему повелению, был командирован на Кавказ для изучения минеральных вод. Памятником этой поездки было открытие Нелюбиным целого ряда новых источников и капитальный труд по описанию их; Нелюбину принадлежит честь первого научного изучения кавказских вод. Правда, исследование вод, изучение их состава и терапевтического действия делалось Нелюбиным согласно тогдашним приёмам анализов, но его «Описание» в течение десятков лет оставалось единственным и до начала XX века во многом не утратило своего значения. Это талантливое описание, в котором Нелюбин выказал выдающуюся эрудицию, обширные практические сведения и тонкую наблюдательность, снискало ему скоро известность и звание гоф-медика. Наконец, Нелюбиным была открыта и пользовавшаяся в своё время известностью, изобретённая им кровоостанавливающая жидкость «гемостатин».
Выдающаяся работоспособность позволяла Нелюбину соединять обязанности профессора и обширную медицинскую практику с участием в ряде комитетов и обществ и со службой в другом ведомстве; так, с 1831 по 1841 год Нелюбин был учёным секретарём Медицинского совета, с 1831 по 1837 — вице-директором медицинского департамента. В 1844 году Нелюбин оставил кафедру и занял место главного доктора 2-го Санкт-Петербургского военно-сухопутного госпиталя; эту должности Нелюбин занимал до самой смерти. Умер в Санкт-Петербурге 6 (18) апреля 1858 года и был похоронен на Смоленском православном кладбище — вместе с женой, Марией Егоровной (ум. 02.06.1876).
К обширным практическим знаниям Нелюбин неоднократно обращались правительственные учёные учреждения и поручали ему специальные исследования и командировки. Важно отметить его исследования Полюстровских источников (под Петербургом) и в особенности — исследования старорусских вод, в которых он первый открыл иод. Нелюбин был почётным и действительным членом многих русских и иностранных учёных обществ и академий.
Имя носит Институт фармации Сеченовского университета.

## Труды
Из трудов Нелюбина пользовались известностью:
- «Полное историческое, медико-топографическое, физико-химическое и врачебное описание Кавказских минеральных вод». В двух книгах. — СПб., 1825;
- «Фармакография, или Химико-врачебные предписания приготовления и употребления новейших лекарств» (с 1827 по 1835 г. выдержало пять изданий, причем последнее вышло в четырех томах);
- «Общая и частная судебно-медицинская и медико-полицейская химия с присоединением общей и частной токсикологии или науки о ядах и противуядных средствах». — СПб., 1851—1852.
- «Краткая фармакография». — 1852.
- Диссертация Нелюбина: «Tractatus de origine et generatione in natura atque artificiali compositione ammonii, nec non veris constitutionis illius partibus per novissima experimenta comprobatis». — СПб., 1821.

Кроме того, Нелюбину принадлежит множество статей и заметок, помещенных им в Военно-медицинском журнале, Трудах Вольно-экономического общества, Словаре Плюшара и в нескольких иностранных специальных журналах; немало работ Нелюбина было переведено на немецкий язык.